# Брейк-данс (фильм)
«Брейк-данс» (англ. Breakin') — американская музыкальная комедия Джоэла Силберга, вышедшая в 1984 году.

## Сюжет
Главный герой фильма Келли «Special K» Беннетт — молодой танцор, тренирующаяся под руководством инструктора Франко в Венеции, Калифорния. Через своего друга Адама Келли встречает двух уличных танцоров, Озона и Турбо на набережной на Венис-Бич. Келли очарована их танцем, и они становятся друзьями. Затем они объединяются в танцевальну группу.
Франко говорит Келли, что брейк-данс — это низкопробный танец, а не настоящее искусство. Он неуважительно относится к Озону и Турбо и неуместно заигрывает с Келли. Она бросает тренировки с Франко. Позже Келли посещает танцевальные прослушивания, но её не берут в труппы.
Затем Келли отправляется на мероприятие по брейк-дансу, где находит Озона и Турбо в разгар танцевальной битвы, которую они в конечном итоге проигрывают соперникам трио «Электро Рок». Келли утешает и поддерживает Озона, она убеждает труппу записаться на танцевальный конкурс. Друг Келли, агент Джеймс, видит, что группа может показать себя, и соглашается их поддержать.
Конкурсные требования — традиционные, уважаемые обществом стили танца. Труппа выступает перед судьями в смокингах, цилиндрах и белых перчатках, чтобы произвести впечатление традиционных танцоров. Незадолго до начала прослушивания они срывают рукава своих рубашек и демонстрируют свой истинный стиль. Судьи поначалу шокированы и неодобрительны. Тем не менее, через две минуты после прослушивания судьи признают талант труппы и позволяют им продолжить. Труппа заслуживает овации судей и побеждает в конкурсе. Популярность труппы стремительно растет, и все трое продолжают танцевать профессионально не только на улице.

## Саундтрек
| A1 | Ollie And Jerry          | Breakin'… There’s No Stoppin' Us |
| A2 | Bar-Kays                 | Freakshow On The Dance Floor     |
| A3 | Hot Streak               | Body Work                        |
| A4 | Carol Lynn Townes        | 99 1/2                           |
| A5 | Ollie And Jerry          | Showdown                         |
| B1 | 3-V                      | Heart Of The Beat                |
| B2 | Fire Fox                 | Street People                    |
| B3 | Re-Flex (2)              | Cut-It                           |
| B4 | Rufus & Chaka Khan       | Ain’t Nobody                     |
| B5 | Chris «The Glove» Taylor | Reckless                         |

- Лейбл: Polydor — 422—821 919-1 Y-1
- Формат: Vinyl, LP, Compilation, 72 — PRC, Richmond Pressing
- Страна: US
- Дата релиза: 1984
- Жанр: Electronic, Hip Hop, Funk / Soul, Stage & Screen
- Стиль: Soundtrack, Breaks, Electro[2][3]

## В ролях
- Люсинда Дики — Келли
- Адольфо Киньонес — Орландо
- Майкл Чэмберс — Тони
- Бен Локи — Франко
- Кристофер Макдональд — Джеймс
- Popin' Pete — Электро Рок № 2
- Ice-T — рэпер
- Мишель Кисси — прохожий во время танца
- Жан-Клод Ван Дамм — танцующий зритель